# Indaial
Indaial là một đô thị thuộc bang Santa Catarina, Brasil. Đô thị này có diện tích 430,534 km², dân số năm 2007 là 47686 người, mật độ 110,6 người/km².